# El Rincón (Hidalgo)
El Rincón es una localidad de México perteneciente al municipio de El Arenal en el estado de Hidalgo.

## Geografía
A la localidad le corresponden las coordenadas geográficas 20° 16’ 24.167” de latitud norte y 98° 54’ 18.77” de longitud oeste, con una altitud de 2050 m s. n. m. Se encuentra a una distancia aproximada de 5.23 kilómetros al noroeste de la cabecera municipal, El Arenal.
En cuanto a fisiografía se encuentra dentro de las provincia del Eje Neovolcánico, dentro de la subprovincia de Llanuras y Sierras de Querétaro e Hidalgo; su terreno es de llanura y lomerío. En lo que respecta a la hidrografía se encuentra posicionado en la región del río Panuco, dentro de la cuenca del río Moctezuma, en la subcuenca del río Actopan. Cuenta con un clima semiseco templado.

## Demografía
En 2020 registró una población de 1029 personas, lo que corresponde al 5.19 % de la población municipal. De los cuales 496 son hombres y 533 son mujeres. Tiene 300 viviendas particulares habitadas.
| Gráfica de evolución demográfica de El Rincón entre 1900 y 2020                              |
|                                                                                              |
| Población de los censos y conteos del Instituto Nacional de Estadística y Geografía (INEGI). |

## Economía
La localidad tiene un grado de marginación medio y un grado de rezago social bajo.